# Montebello Della Stanza Fraccionamiento
Montebello Della Stanza Fraccionamiento är en ort i Mexiko.   Den ligger i kommunen Aguascalientes och delstaten Aguascalientes, i den centrala delen av landet, 400 km nordväst om huvudstaden Mexico City. Montebello Della Stanza Fraccionamiento ligger 1 952 meter över havet och antalet invånare är 761.
Terrängen runt Montebello Della Stanza Fraccionamiento är lite kuperad. Runt Montebello Della Stanza Fraccionamiento är det tätbefolkat, med 459 invånare per kvadratkilometer. Närmaste större samhälle är Aguascalientes, 6,1 km söder om Montebello Della Stanza Fraccionamiento. Runt Montebello Della Stanza Fraccionamiento är det i huvudsak tätbebyggt.